# マリアン・ホッサ
マリアン・ホッサ（1979年1月12日-）は、チェコスロバキア生まれのスロバキアの元プロアイスホッケー選手。ポジションはライト・ウイング。

## 来歴
マリアンはWHLのウィンター・ホークスに所属し1998年のメモリアル・カップ優勝に貢献、
1997年のNHLドラフト全体12位でオタワ・セネターズから指名。その後はアトランタ・スラッシャーズ、ピッツバーグ・ペンギンズ、デトロイト・レッドウィングスを経て、2009年にシカゴ・ブラックホークスと12年6280万ドルの契約を結ぶ。2010年スタンレー・カップ優勝に貢献した。2008年のペンギンズ、2009年のレッドウィングス、2010年のブラックホークスと異なるチームで3年連続でスタンレーカップ・ファイナルに進出した史上初の選手となった（史上2人目はコーリー・ペリー）。2011年12月に400ゴールを決めた。なお2004-05シーズンはスウェーデンエリテセリエンのモーラIKと母国スロバキア・エクストラリーグのHCドゥクラ・トレンチーンに所属していた 。2012-13シーズン、2014-15シーズンもブラックホークスは優勝し、2007年シーズンから数えて8年間で5度のスタンレーカップ・ファイナル進出、うち3度の優勝を経験。
2015年あたりから進行性皮膚疾患を患っていたが治療薬にアレルギー反応を示してしまった。2017-18シーズンが始まる前にシーズン全休がチームより発表され、本人も2018年5月に「もうアイスホッケーをすることはできない」と実質の引退を発表。ホッサの残りの契約を引き受ける形でアリゾナ・コヨーテズとのトレードが成立した。
2020年、資格1年目でホッケーの殿堂に選出される。
2022年4月7日、ブラックホークスと1日契約を交わし、ブラックホークス時代に着用していた81番が永久欠番になることが発表された。